# Palm Beach Cup 1982
Il Palm Beach Cup 1982 è stato un torneo di tennis giocato sulla terra rossa. È stata la 1ª edizione del torneo, che fa dei Tornei di tennis femminili indipendenti nel 1982. Si è giocato a Palm Beach Gardens negli USA dal 3 al 4 aprile 1982.

## Campionesse

### Singolare
Chris Evert-Lloyd ha battuto in finale  Andrea Jaeger con il punteggio di 6–1, 7–5

### Doppio
Rosemary Casals /  Wendy Turnbull hanno battuto in finale  Evonne Goolagong Cawley /  Betty Stöve con il punteggio di 6–1, 7–6